# Ситнозъби цецилии
Ситнозъбите цецилии (Epicrionops) са род земноводни от семейство Опашати цецилии (Rhinatrematidae).
Таксонът е описан за пръв път от белгийско-британския зоолог Жорж Албер Буланже през 1883 година.

## Видове
- Epicrionops bicolor
- Epicrionops columbianus
- Epicrionops lativittatus
- Epicrionops marmoratus
- Epicrionops parkeri
- Epicrionops peruvianus
- Epicrionops petersi – Детритова цецилия